# Hipparchus (zoon van Pisistratus)
Hipparchus was de tweede zoon van Pisistratus. Samen met zijn broer Hippias zette hij de politiek van hun vader verder na diens overlijden in 527 v.Chr..
Hípparchus was een kunstkenner, levensgenieter en mecenas, die dichters en andere kunstenaars naar zijn hof uitnodigde. Onder meer Anacreon en Simonides hebben aan het hof van de Pisistratiden gewerkt.
In 514 v.Chr. pleegden de twee jonge Atheners Harmodius en Aristogiton een moordaanslag op de beide broers, waarbij enkel Hipparchus om het leven kwam. Ook de "tirannendoders" zelf overleefden hun avontuur niet: ze werden door de lijfwacht van de Pisistratiden gedood.
De moordaanslag was niet ingegeven door politieke motieven, maar was gewoon een crime passionel. Toch werden beide moordenaars na hun dood als bevrijders gehuldigd door de bevolking van Athene.
 Portaal Oudheid · Athene · Geschiedenis van Griekenland · Geschiedenis van Athene